# Miljöpartiets partistyrelse
Miljöpartiets partistyrelse är Miljöpartiets näst högsta beslutande organ efter partikongressen och fungerar som partiets styrelse.

## Lista över Miljöpartiets partistyrelse

### 1992
Presidium
Ledamöter

- Marianne Samuelsson, språkrör

### 1993–1995
Presidium
Ledamöter

- Marianne Samuelsson, språkrör

### 1995–1997
Presidium
Ledamöter

- Marianne Samuelsson, språkrör

### 1997–1999
Presidium
Ledamöter

- Marianne Samuelsson, språkrör

### 1999–2001
Presidium
Ledamöter

### 2001–2003
Presidium
Ledamöter

### 2003–2005
Presidium
- Ulf Holm, sammankallande

Ledamöter

- Maria Wetterstrand, språkrör
- Peter Eriksson, språkrör
- Annika Eriksson
- Gustav Fridolin
- Per Gahrton
- Olof T Johanssson
- Johanna Jormfeldt
- Mehmet Kaplan
- Lena Klevenås
- Ewa Larsson
- Mats Pertoft
- Carl Schlyter
- Angela Aylward Swärd
- Carl Wennerstrand

### 2005–2007 (förslag)
Presidium
Ledamöter

- Maria Wetterstrand, språkrör
- Peter Eriksson, språkrör
- Annika Eriksson
- Gustav Fridolin
- Per Gahrton
- Ulf Holm
- Olof T Johanssson
- Johanna Jormfeldt
- Mehmet Kaplan
- Lena Klevenås
- Ewa Larsson
- Mats Pertoft
- Carl Schlyter
- Angela Aylward Swärd
- Siv Bildtsén
- Malin Björns
- Karin Jansson
- Merete Kapstad
- Thomas Nihlén

### 2007–2009
Presidium
Ledamöter

- Maria Wetterstrand, språkrör
- Peter Eriksson, språkrör
- Mehmet Kaplan
- Akko Karlsson
- Karin Jansson
- Magnus Johansson
- Gunvor G. Ericson
- Max Andersson
- Max Reijer
- Johan Edstav
- Lennart Olsen
- Yvonne Ruwaida
- Marie-Helena Dahlberg
- Anna Norrman
- Merete Kapstad

### 2009–2011
Presidium
Ledamöter

- Maria Wetterstrand, språkrör
- Peter Eriksson, språkrör
- Mehmet Kaplan
- Akko Karlsson
- Karin Jansson
- Magnus Johansson
- Gunvor G. Ericson
- Max Andersson
- Max Reijer
- Johan Edstav
- Lennart Olsen
- Yvonne Ruwaida
- Marie-Helena Dahlberg
- Anna Norrman
- Merete Kapstad
- Annika Lillemets
- Agneta Granström
- Daniel Helldén
- Rolf Englesson
- Gustav Fridolin, invald 2010.
- Jon Karlfeldt, invald 2010.
- Helene Öberg, invald 2010.

### 2011–2013
Presidium
Ledamöter

- Åsa Romson, språkrör
- Gustav Fridolin, språkrör
- Max Andersson
- Daniel Helldén
- Merete Kapstad
- Anna Norman
- Lennart Olsen
- Yvonne Ruwaida
- Helene Öberg
- Jon Karlfeldt
- Karin Thomasson
- Karin Svensson Smith
- Akko Karlsson
- Jonas Eriksson
- Bodil Ceballos
- Maria Ferm, invald 2012.
- Göran Hådén, invald 2012.
- Bayram Uludag, invald 2012.

### 2013–2015
Presidium
Ledamöter

- Maria Ferm
- Göran Hådén
- Jon Karlfeldt
- Lennart Olsen
- Yvonne Ruwaida
- Bayram Uludag
- Helene Öberg
- Karin Svensson Smith
- Akko Karlsson
- Per Bolund
- Karin Thomasson
- Max Andersson
- Mats Dahlberg
- Anders Åkesson
- Ethel Sjöberg
- Mursal Isa, invald 2014.

### 2015–2017
Presidium
Ledamöter

- Ethel Sjöberg
- Sümeyya Gencoglu
- Jon Karlfeldt
- Mursal Isa
- Janine Alm Ericson
- Alice Bah Kuhnke
- Per Bolund
- Mats Dahlberg
- Tina Ehn
- Maria Ferm
- Marléne Tamlin
- Göran Hådén
- Rasmus Ling
- Jenny Lundström
- Marléne Tamlin
- Karin Thomasson
- Anders Åkesson
- Alice Bah Kuhnke, invald 2016.
- Rasmus Ling, invald 2016.[6]

### 2017–2019 (förslag)
Partistyrelsen valde på Miljöpartiets kongress i Linköping, 26–28 maj 2017.
Presidium
- Marléne Tamlin, sammankallande

Ledamöter

- Isabella Lövin, språkrör
- Gustav Fridolin, språkrör
- Janine Alm Ericson
- Alice Bah Kuhnke
- Per Bolund
- Manuel Cortez Azero
- Mats Dahlberg
- Jakop Dalunde
- Tina Ehn
- Maria Ferm
- Malin Hagerström
- Göran Hådén
- Rasmus Ling
- Jenny Lundström
- Linus Lakso
- Marléne Tamlin
- Karin Thomasson
- Max Troendlé
- Anders Åkesson

### 2019–2021
Presidium
- Marléne Tamlin, sammankallande 2019-2020
- Linus Lakso, sammankallande/ordförande 2020-2021

Ledamöter

- Isabella Lövin, språkrör
- Per Bolund, språkrör
- Alice Bah Kuhnke
- Brita Wessinger
- Emmali Jansson[8]
- Henrik Ölvebo
- Jakop Dalunde
- Janine Alm Ericson
- Jenny Lundström
- Karin Thomasson
- Linus Lakso[9]
- Magnus P Wåhlin
- Manuel Cortez Azero
- Marléne Tamlin
- Max Troendlé
- Rasmus Ling
- Torbjörn Nilsson

### 2021–2023
Presidium
- Linus Lakso, ordförande
- Emmali Jansson, första vice ordförande
- Marcus Friberg, andra vice ordförande

Ledamöter

- Märta Stenevi, språkrör
- Per Bolund, språkrör
- Leila Ali Elmi
- Alice Bah Kuhnke
- Tomas Eriksson
- Elisabeth Falkhaven
- Margareta Fransson
- Rasmus Ling
- Ajda Asgari
- Torbjörn Nilsson
- Anton Nordqvist
- Max Troendlé
- Brita Wessinger
- Magnus P Wåhlin
- Martin Marmgren, invald 2022[12]
- Pär Holmgren, invald 2022[12]
- Janine Alm Ericson, invald 2023[12]

### 2023–2025
Presidium
- Marcus Friberg, ordförande

Ledamöter

- Märta Stenevi, språkrör
- Daniel Helldén, språkrör
- Ajda Asgari
- Anton Nordqvist
- Hanna Klingborg
- Janine Alm Ericson
- Knapp Britta Thyr
- Linus Lakso
- Margareta Fransson
- Martin Marmgren
- Max Troendlé
- Magnus P Wåhlin
- Pär Holmgren
- Torbjörn Nilsson